# Alison Sudol
Alison Sudol znana też jako A Fine Frenzy (ur. 23 grudnia 1984 roku w Seattle) – amerykańska wokalistka, autorka tekstów, pianistka i aktorka. Jej debiutancki album One Cell in the Sea, został wydany 17 lipca 2007 roku i zadebiutował na 91. miejscu na liście Billboard 200. Jej album został dobrze przyjęty w Niemczech, Austrii, Szwajcarii, Polsce i Francji oraz w wielu innych krajach. Jej muzyka była pokazywana w telewizji, a jej album wykorzystany do filmu Sleepwalking.

## Życiorys

### Wczesne dzieciństwo
Urodzona w Seattle, Sudol i jej matka przeprowadziły się do Los Angeles po rozwodzie rodziców, gdy Sudol miała 5 lat. Dorastała słuchając muzyki różnych stylów, szczególnie takich artystów jak Aretha Franklin, Ella Fitzgerald. Lubiła swing. Ukończyła szkołę w wieku 16 lat. Sudol stroniła od alkoholu, papierosów i innych używek. Była spokojną osobą. Po skończeniu szkoły udała się do college’u, gdzie próbowała odnaleźć swój ulubiony styl w muzyce. Gdy miała 18 lat, ciągle zajmowała się muzyką, zaczęła śpiewać i pisać w jej pierwszym zespole, Monro.
Kolejną pasją Sudol była literatura, szczególnie Clive Staples Lewis, E.B. White, Charles Lutwidge Dodgson, Anthony Trollope i Charles Dickens. Jej artystyczne imię A Fine Frenzy zaczerpnęła z utworu Williama Szekspira – Sen nocy letniej. Młoda Alison wciąż uczyła się grać na pianinie, a całą swą energię wkładała w pisanie piosenek.

### Kariera muzyczna
W marcu 2007 roku, Sudol pojawiła się na konferencji South by Southwest. Niedługo potem jej debiutancki album, One Cell in the Sea, zdobył przychylne opinie krytyków. Jej pierwszy singel Almost Lover, znalazł się na 25. miejscu na liście Hot adult contemporary. Następnie występowała na trasie koncertowej wraz z Rufusem Wainwrightem. W marcu i kwietniu 2008 roku Sudol pojechała w trasę do Anglii i Kanady, a w kwietniu znalazła się też we Francji, Belgii, Niemczech i Szwajcarii. We wrześniu, jako gwiazda, wystąpiła w New Pop Festival. Wróciła do Niemiec, Austrii i Szwajcarii w listopadzie.
Jej kolejna piosenka, You Picked Me, pojawiła się w iTunes i VH1.
Jej album sprzedał się w liczbie 300 tysięcy sztuk w 2008 roku w Niemczech, Austrii, Szwajcarii i Polsce.

### Występy w telewizji
6 lutego 2008 roku Sudol przedstawiła Come On, Come Out w Late Show with David Letterman. Następnie 23 lutego zaśpiewała Almost Lover i Come On, Come Out w Saturday Early Show. Zagrała gościnnie w 4. sezonie CSI: Kryminalne zagadki Nowego Jorku, grając Novę Kent. Jej piosenki Whisper i Hope For Hopeless były wykorzystane w serialu Dr. House. Piosenka „Lifesize” została wykorzystana pod koniec 24. odcinka sezonu 5. serialu „How I Met Your Mother” („Jak Poznałem Waszą Matkę”).

### Występy w filmie
Zadebiutowała w 1997 roku w filmie Here Dies Another Day, jednak największą popularność przyniosła jej rola Queenie Goldstein w filmie z 2016 Fantastyczne zwierzęta i jak je znaleźć.

## Dyskografia

### Albumy
- One Cell in the Sea 2007
- Bomb in a Birdcage 2009
- Pines 2012

### Single
- „Almost Lover” (2007)
- „Rangers” (2007)
- „Come On, Come Out” (2008)
- „Blow Away” (2009)
- „Happier” (2009)
- „Electric Twist” (2010)
- „Now Is the Start” (2012)

### Covery
- „I Will Follow You Into the Dark” - Death Cab for Cutie
- „Across the Universe” - The Beatles
- „Seven Nation Army” - The White Stripes

### Inne
- „From Whence You Came"
- „What I Wouldn't Do”
- „Fever"
- „Let it Snow"

## Filmografia
- 2016: Fantastyczne zwierzęta i jak je znaleźć jako Queenie Goldstein
- 2018: Fantastyczne zwierzęta: Zbrodnie Grindelwalda jako Queenie Goldstein
- 2022: Fantastyczne zwierzęta: Tajemnice Dumbledore’a jako Queenie Goldstein